# Hypocaccus sparsus
Hypocaccus sparsus är en skalbaggsart som först beskrevs av Thomas Casey 1916.  Hypocaccus sparsus ingår i släktet Hypocaccus och familjen stumpbaggar. Inga underarter finns listade i Catalogue of Life.